# رجیولو
رجیولو (به ایتالیایی: Reggiolo) یک کومونه در ایتالیا است که در استان رجو امیلیا واقع شده‌است.

## خصوصیات
رجیولو ۴۳٫۰۱ کیلومترمربع مساحت و ۹٬۲۱۳ نفر جمعیت دارد و ۲۰ متر بالاتر از سطح دریا واقع شده‌است.

## خواهرخوانده
شهر نیاردو خواهرخواندهٔ رجیولو هست.